# Robert Dirr

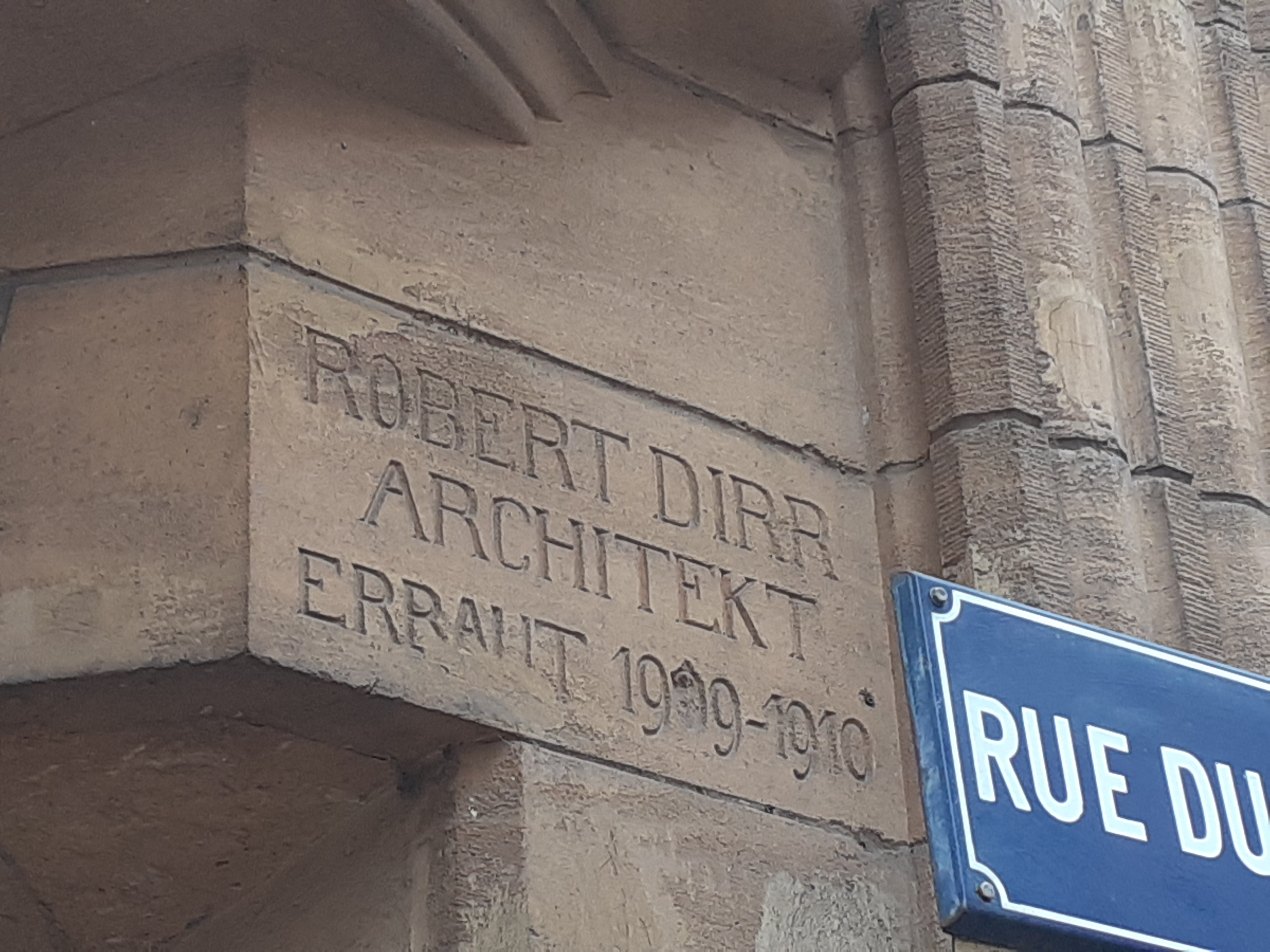
Signature de l'architecte Robert Dirr sur la façade du magasin Gottlieb

Robert Heinrich Dirr, né le 18 août 1880 à Mulhouse (Alsace, France) et mort à Metz (Lorraine, France) le 20 janvier 1944, est un architecte, chef de file du Modern Style messin au moment de la première Annexion de la Moselle et de l’Alsace à l’empire allemand.

## Origine et formation à Karlsruhe (1880-1906)
Fils de Stephan Dirr (1840-1917), directeur de prison, et de Karolina Dirr-Luhr (1848-1909), frère de Karolina-Anna (1875-1957) et de Ernst Stephan (1877-1969), Robert est le dernier né de cette famille catholique.
Enrôlé à l’âge de dix-sept ans dans l’armée impériale, il gravit les échelons avant de devenir officier en 1904, tout en suivant une formation pour devenir architecte. Influencé par les préceptes du Jugendstil tel qu’il se développe à Karlsruhe, Robert Dirr gagna la confiance d’Hermann Billing (1867-1946), un des chefs de file de cette école moderne de Karlsruhe dans le domaine de l’architecture. Ce dernier, avec Wilhelm Vittali, prônait pour les façades des nouvelles constructions une simplicité, une habitabilité, une austérité plastique mêlée à une création individuelle. Pour Billing, la forme et la masse des matériaux devaient guider la beauté de l’architecture d’un bâtiment, et non plus les détails de l’ornement. Robert Dirr suivit ces préceptes lorsqu’il œuvra à ses réalisations à Metz.

## Les années à Metz: chef de file duModern Stylemessin (1906-1918)

### Un contexte urbain favorable: la Neustadt wilhelminienne
L’installation à Metz en 1906 de Robert Dirr ne fut pas un hasard. La deuxième ville du Reichsland Elsass-Lothringen devait devenir sous le règne de Guillaume II une véritable vitrine de la puissance allemande. Pour montrer sa mainmise sur la Lorraine annexée, la famille impériale venait tous les ans séjourner en mai-juin au château d’Urville, à 18 km au sud-ouest de Metz. Guillaume II s’intéressa de près aux découvertes archéologiques messines (fouilles de l’amphithéâtre), aux travaux de restauration de la cathédrale ou encore au développement rapide du nouveau quartier wilhelminien, dont la création fut actée par le nouveau plan d’urbanisme de 1902 de Conrad Wahn, l’architecte de la ville. Imitant l’exemple viennois, les remparts de Vauban furent démolis et les fossés comblés au sud-ouest de la ville, et un nouveau quartier découpé en îlots fut prêt à être bâti. Comme à Vienne, un Ring, avenue de prestige nommé en l’honneur de l’empereur (Kaiser-Wilhelm Ring), devait assurer la frontière symbolique entre l’ancienne Metz, française et la nouvelle, allemande.

### Un architecte de la bourgeoisie messine appliquant un art total simplifié
Membre du BDA (Bund Deutscher Architekten), de la Metzer Architekten Vereinigung fondée en 1907, ainsi que de la Gesellschaft für lothringische Kunst und Altertumskunde (qui s'intéressait principalement à l'archéologie et à l'histoire de l'art local), Robert Dirr a œuvré pour une riche clientèle de négociants et de notables messins, construisant à un rythme effréné villas, magasins et immeubles de rapport à des emplacements prestigieux, comme le Kaiser-Wilhelm Ring, ou dans le vieux centre. 

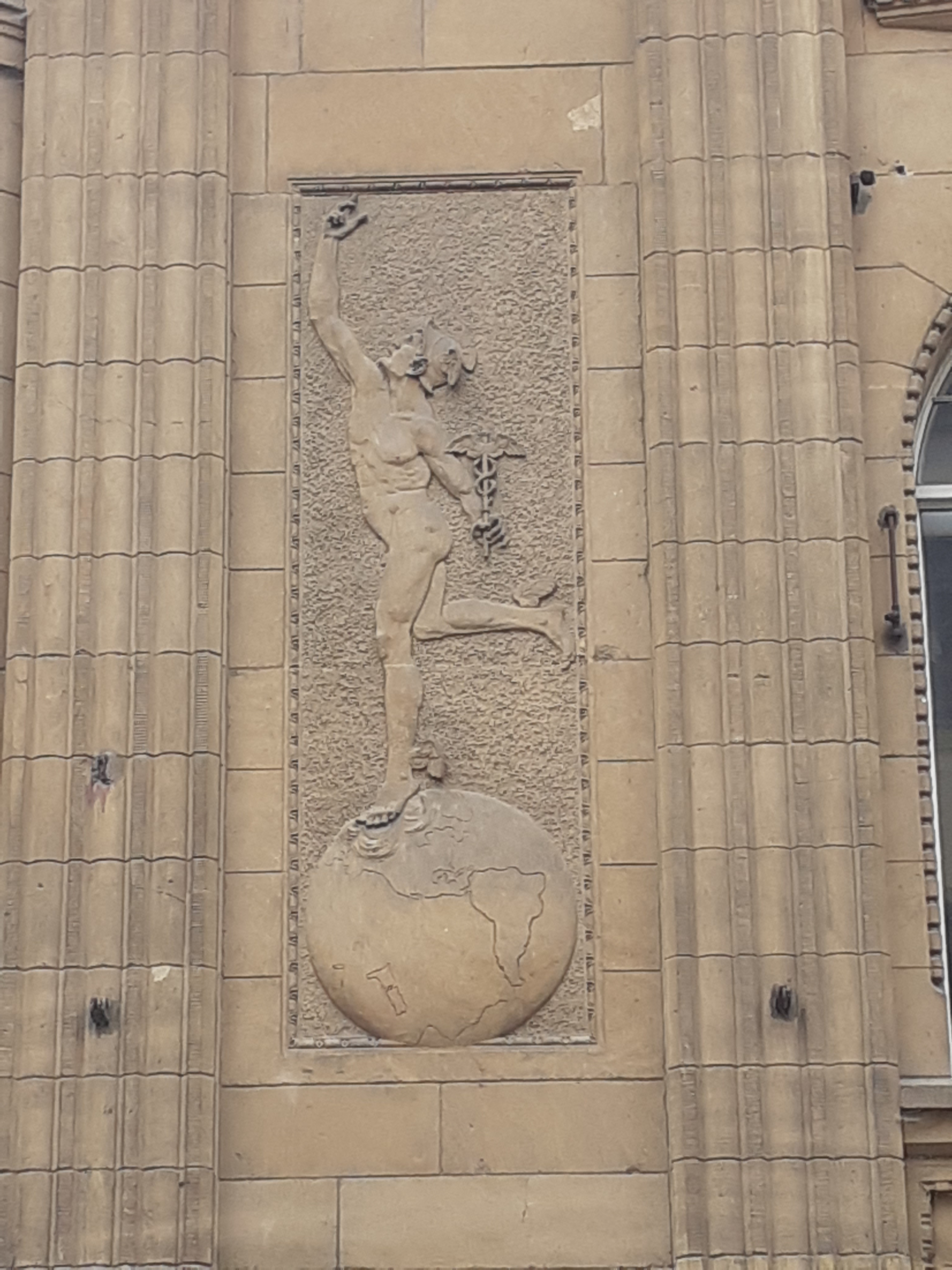
Mercure, dieu du commerce, parcourant le globe terrestre. Détail de la façade du magasin Gottlieb en pierre de Jaumont, 1909-1910

Il employait principalement dans les façades de ses réalisations la pierre de Jaumont, calcaire jaune doré marqueur de l'identité architecturale messine, ou le grès gris, plus germanique, respectant ainsi l'emploi de la pierre de taille, code traditionnel des immeubles bourgeois de la Gründerzeit. Pour autant, Dirr s'intéressa aux nouveaux matériaux de construction comme le béton, brevetant même un procédé de dalle de béton armé et de pierre assurant une isolation thermique et phonique, utilisé notamment dans la construction de l'Hôtel Métropole.
Contrairement à l'historicisme ambiant qui marque l'architecture bourgeoise allemande de l'époque, où le décor prévaut sur la structure du bâtiment, Robert Dirr mit un point d'honneur à ce que l'ornement, réduit à une simplicité géométrique très classique, souligne les lignes directrices de ses réalisations. Le volume architectural devait se suffire à lui-même, révélant ainsi l'appartenance de Dirr à cette architecture allemande moderne, Jugendstil. L'entorse majeure à cette règle faite par l'architecte est lorsqu'il réalisa le palais de la soie néo-baroque, aux façades lourdes et chargées de décor sculpté, une volonté du commanditaire.
Dans l'esprit du Deutscher Werkbund fondé à Munich en 1907 par Hermann Muthesius, Robert Dirr nomma en 1910 son agence d'architecte Atelier für Architektur und Kunstgewerbe, affirmant le rôle qu'il souhaitait jouer dans la conception et la réalisation des arts appliqués à l'architecture, dans l'esprit d'un art total qui caractérise le Jugendstil et ses protagonistes.

### Réalisations de Robert Dirr à Metz

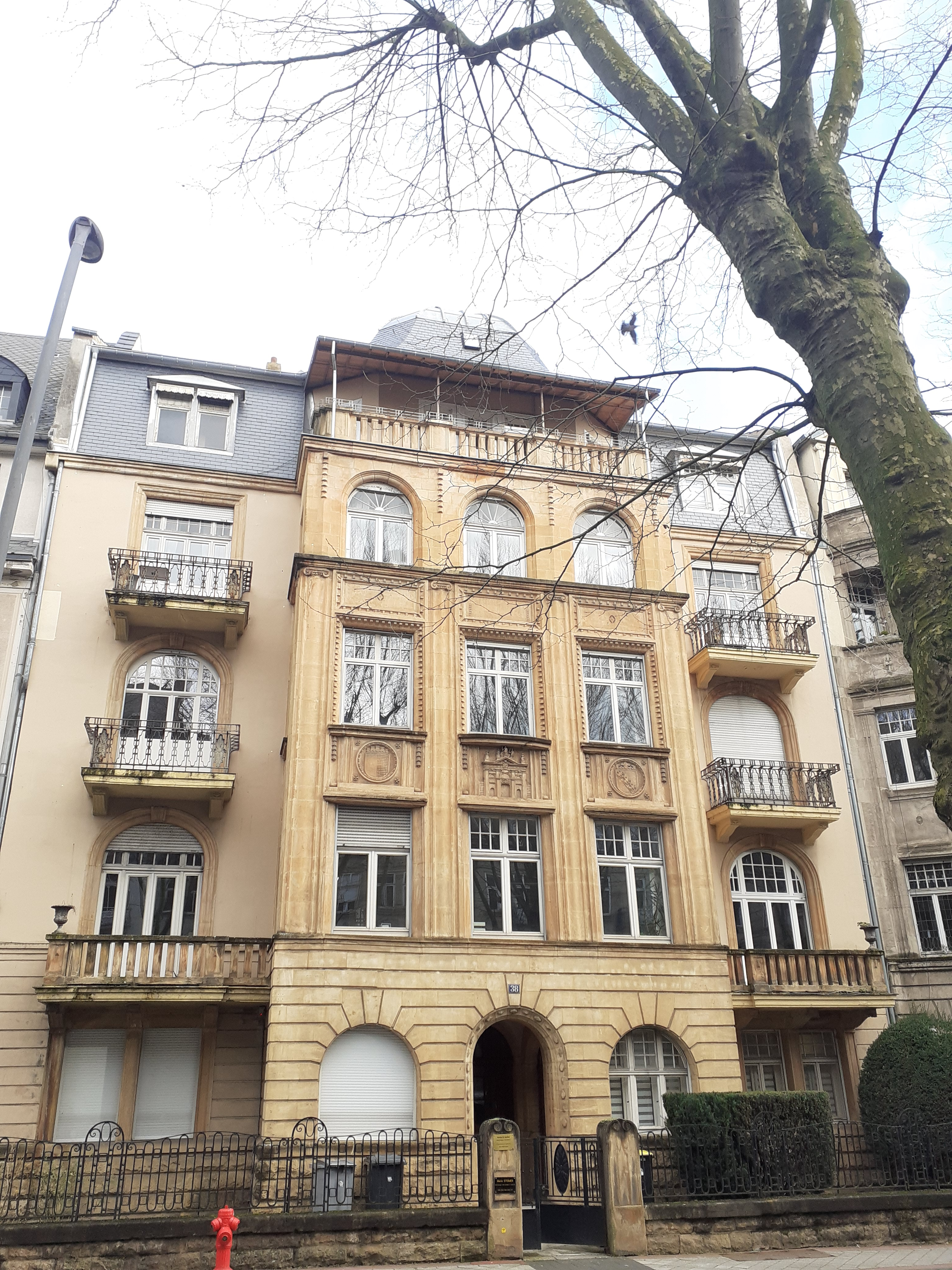
Immeuble au 38 avenue Foch, 1910

- Maisons aux 2 et 3 boulevard Clemenceau, 1907-1908 Maisons aux 2 et 3 boulevard Clemenceau

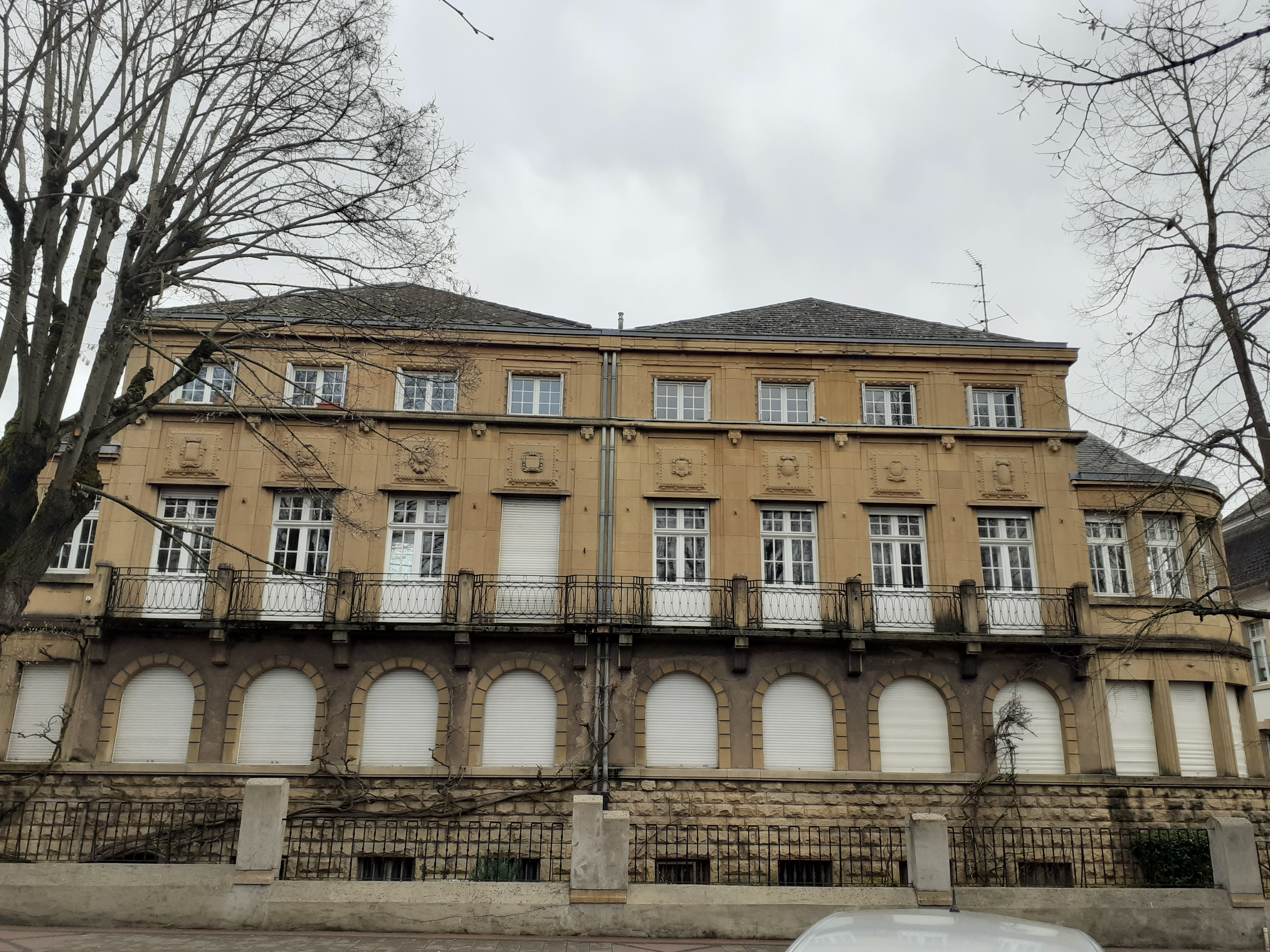
Maisons aux 2 et 3 boulevard Clemenceau

- Immeuble au 28 avenue Foch, 1908Immeuble au 28 avenue Foch, 1908. L'originalité de cet édifice repose sur l'emploi de la pierre de Jaumont taillée en bossages continus sur l'intégralité de la façade.

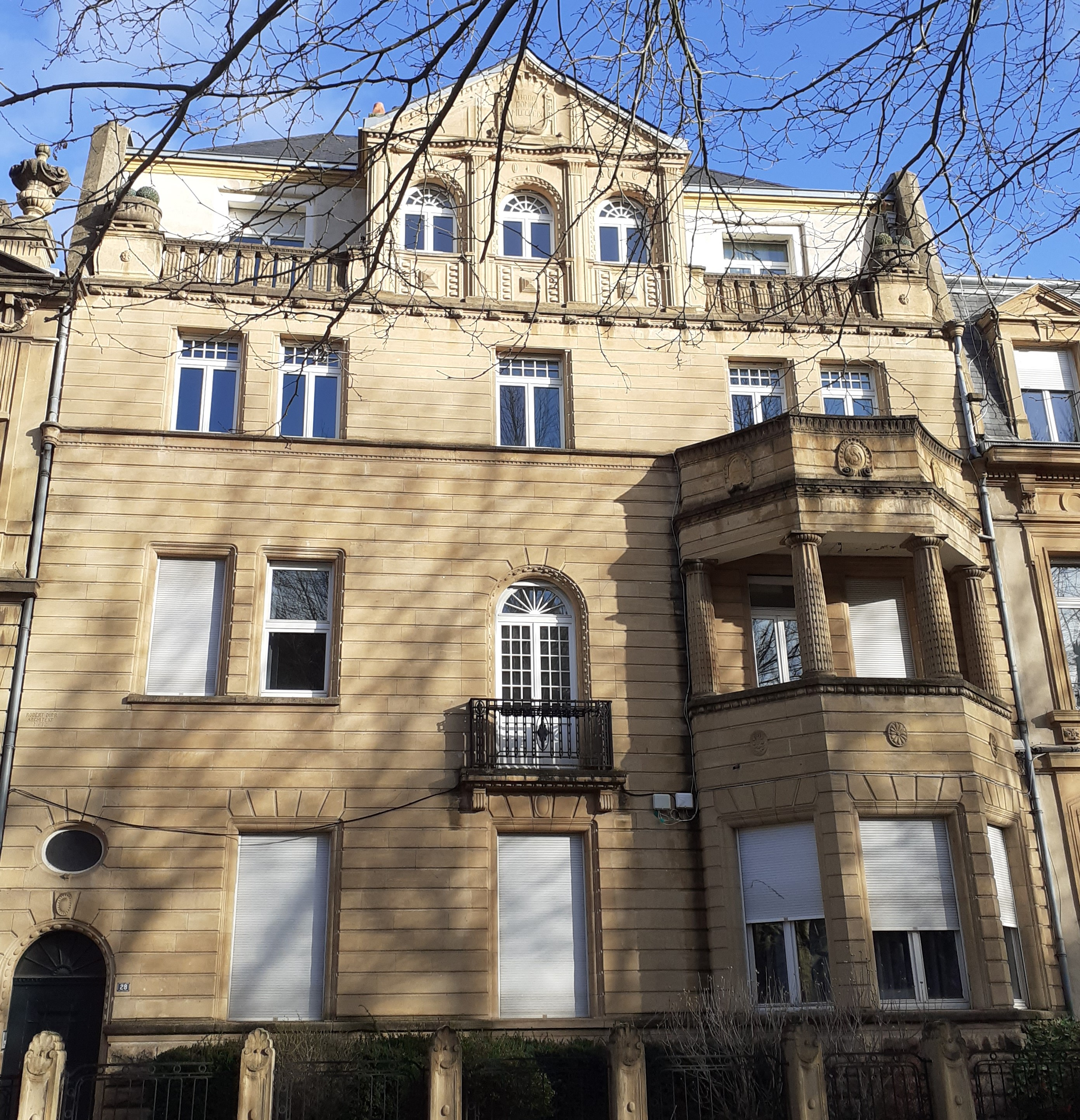
Immeuble au 28 avenue Foch, 1908. L'originalité de cet édifice repose sur l'emploi de la pierre de Jaumont taillée en bossages continus sur l'intégralité de la façade.

- Villa Hella au 48 avenue Foch, 1909Villa Hella au 48 avenue Foch, 1909. Pour cette villa, Dirr s'inspira directement de celle construite par Hermann Billing dans la Moltkestrasse de Karlsruhe.

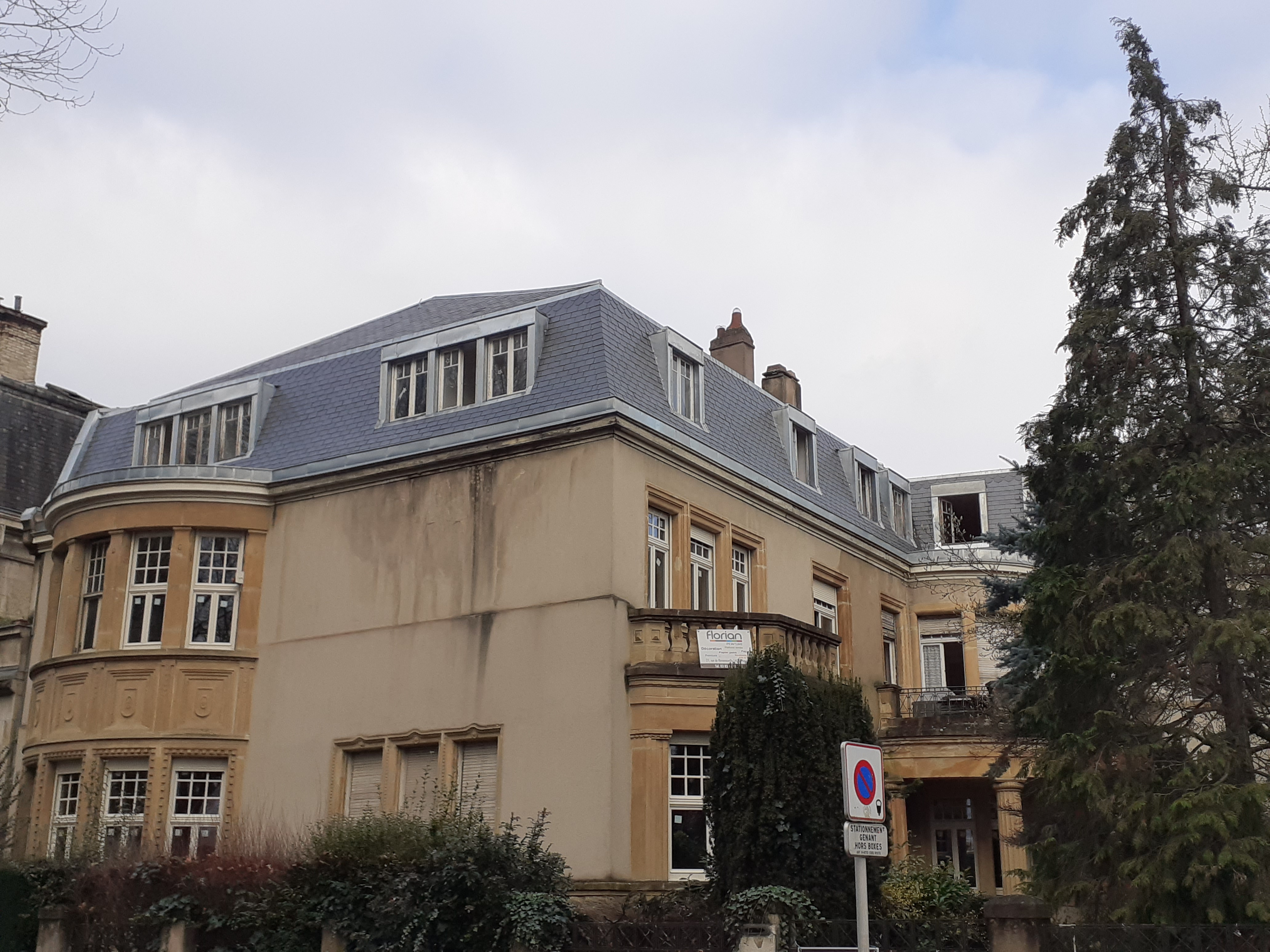
Villa Hella au 48 avenue Foch, 1909. Pour cette villa, Dirr s'inspira directement de celle construite par Hermann Billing dans la Moltkestrasse de Karlsruhe.

- Villa Tuteur au 6 boulevard Clemenceau, 1909Villa Tuteur au 6 boulevard Clemenceau, 1909

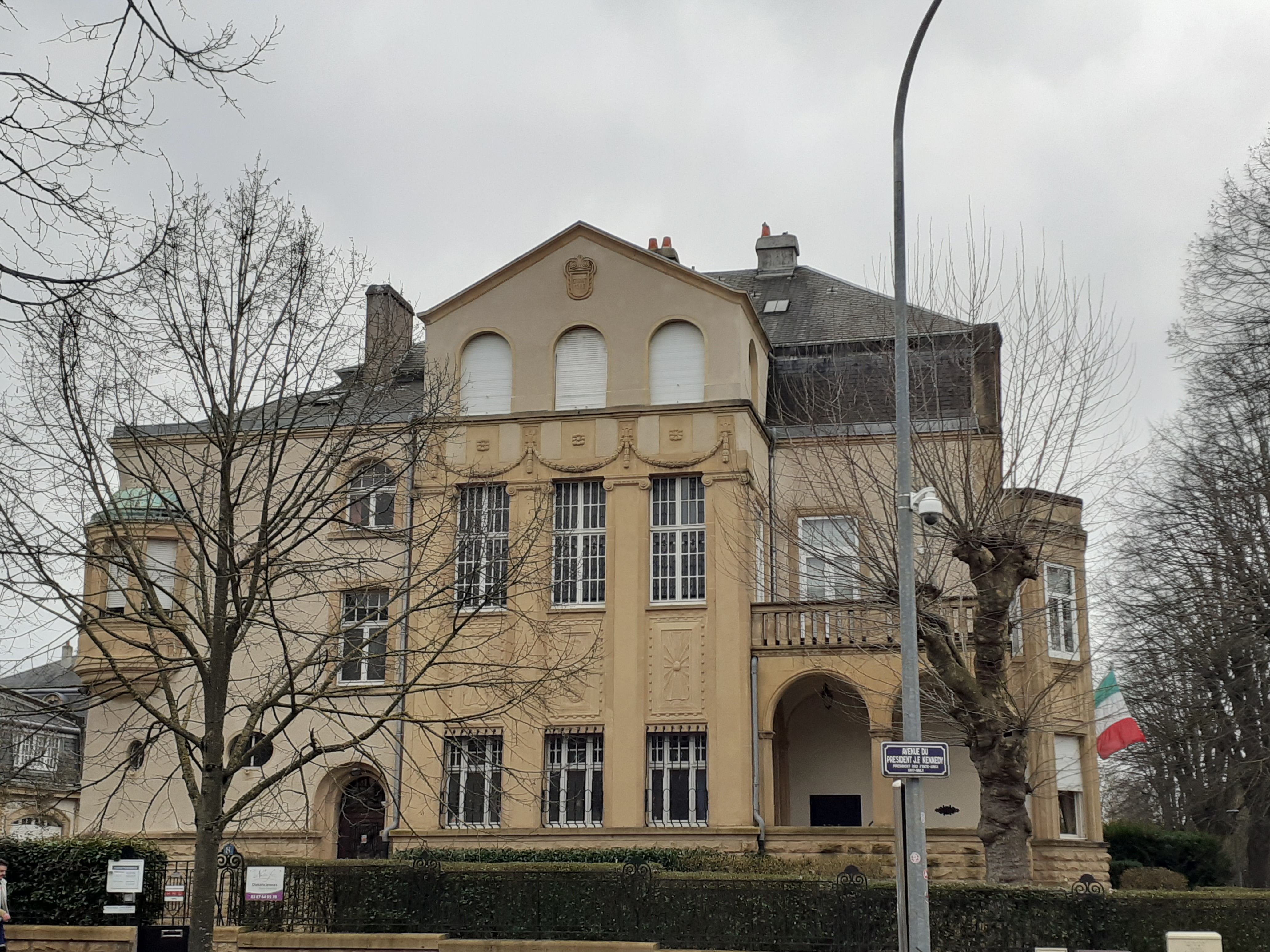
Villa Tuteur au 6 boulevard Clemenceau, 1909

- Immeuble au 13 boulevard Clemenceau, 1909Immeuble au 13 boulevard Clemenceau

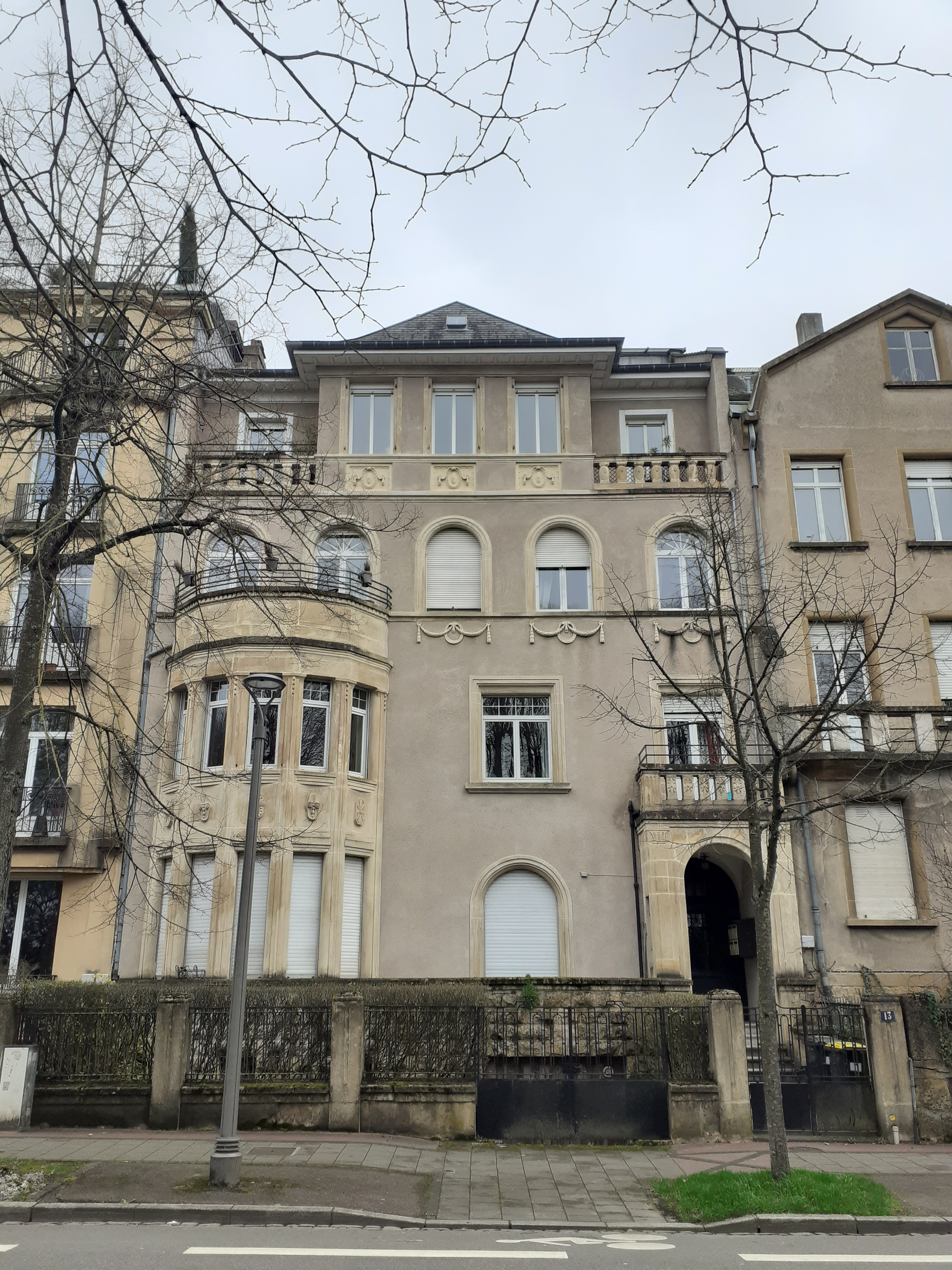
Immeuble au 13 boulevard Clemenceau

- Immeuble pour le commerçant Weil avec bow-window, 31 place Saint-Jacques, 1909Immeuble pour le commerçant Weil avec bow-window, 31 place Saint-Jacques, 1909

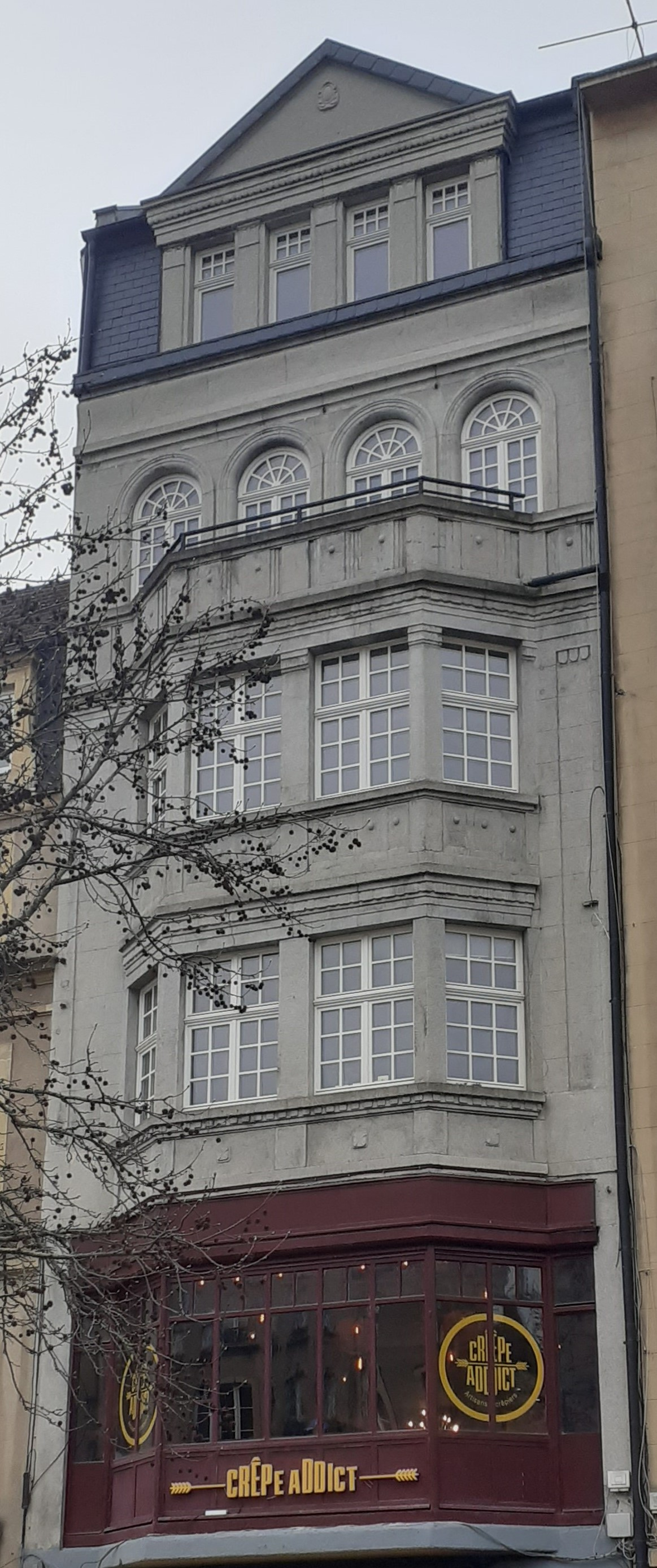
Immeuble pour le commerçant Weil avec bow-window, 31 place Saint-Jacques, 1909

- Immeuble d’angle pour Gottlieb, négociant en gros de denrées coloniales et Delicatessen au 1 rue des Clercs / 2 rue du Palais, 1909-1910Immeuble d’angle pour Gottlieb, négociant en gros de denrées coloniales et Delicatessen au 1 rue des Clercs / 2 rue du Palais, 1909-1910

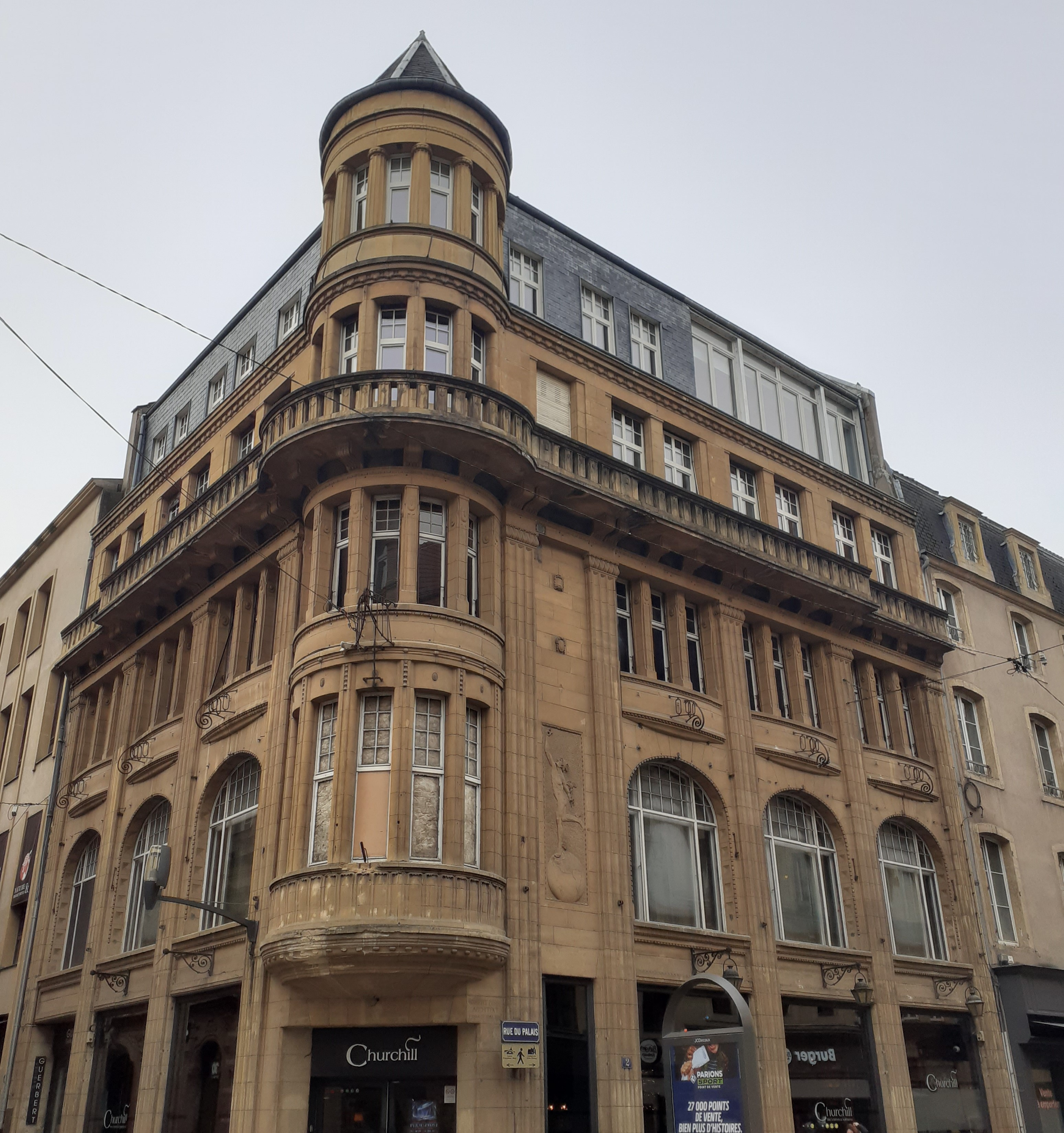
Immeuble d’angle pour Gottlieb, négociant en gros de denrées coloniales et Delicatessen au 1 rue des Clercs / 2 rue du Palais, 1909-1910

- Immeuble au 38 avenue Foch, 1910Immeuble au 38 avenue Foch, 1910
- Immeuble au 40 avenue Foch, 1911Immeuble au 40 avenue Foch, 1911

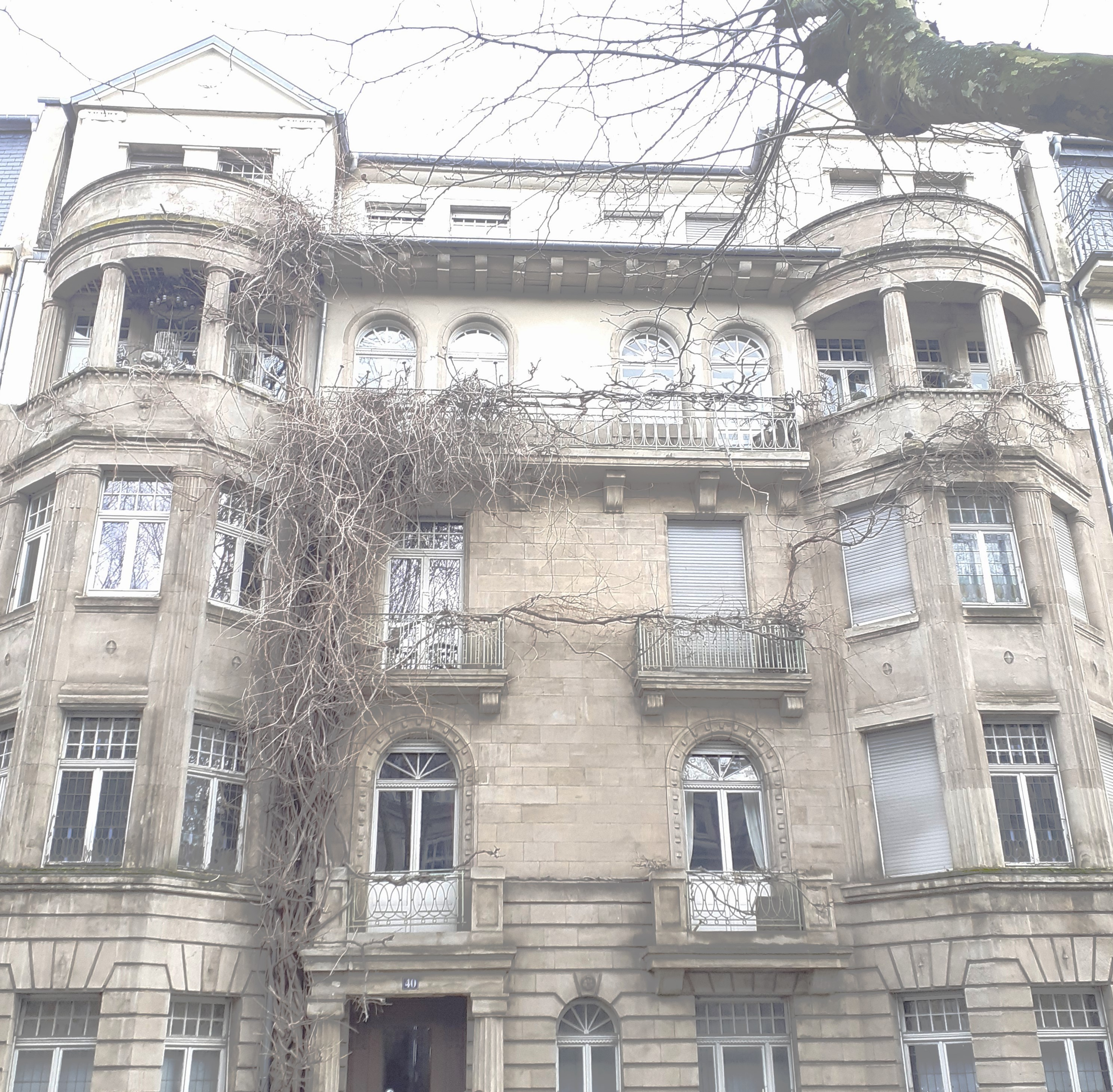
Immeuble au 40 avenue Foch, 1911

- Immeuble d’angle au 2 rue Harelle / 3 rempart Saint-Thiébault, 1911

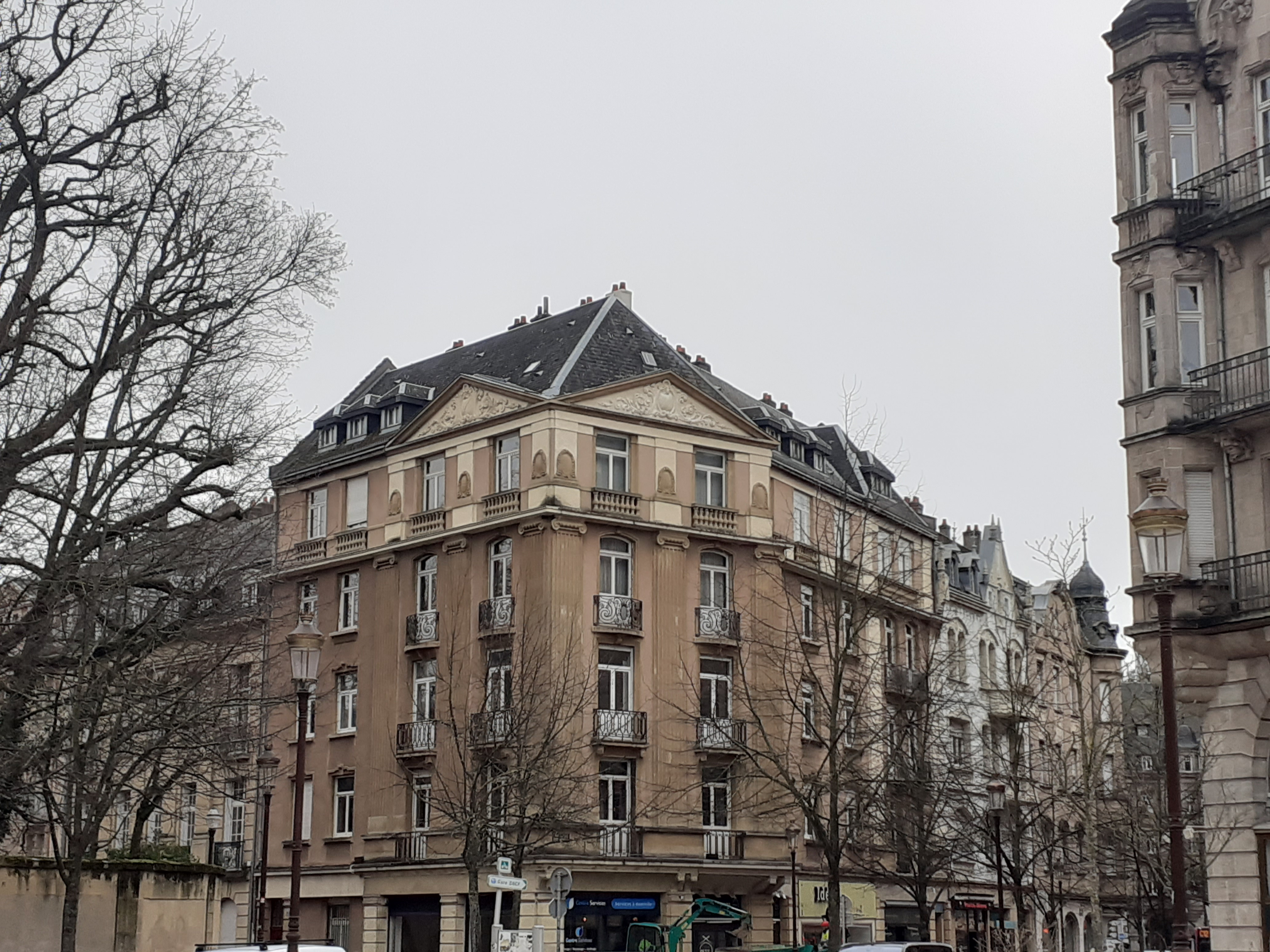
Immeuble d’angle au 2 rue Harelle / 3 rempart Saint-Thiébault, 1911. Immeuble de rapport monumental construit par Dirr dans un style néoclassique épuré marquant l'angle de le rue Harelle, point d'entrée depuis la vieille ville française dans la Neustadt allemande.

- Hôtel Métropole au 5 place du Général de Gaulle, 1912 Hôtel Métropole (actuelle Banque populaire) au 5 place du Général de Gaulle, 1912, situé en face de la monumentale gare ferroviaire.

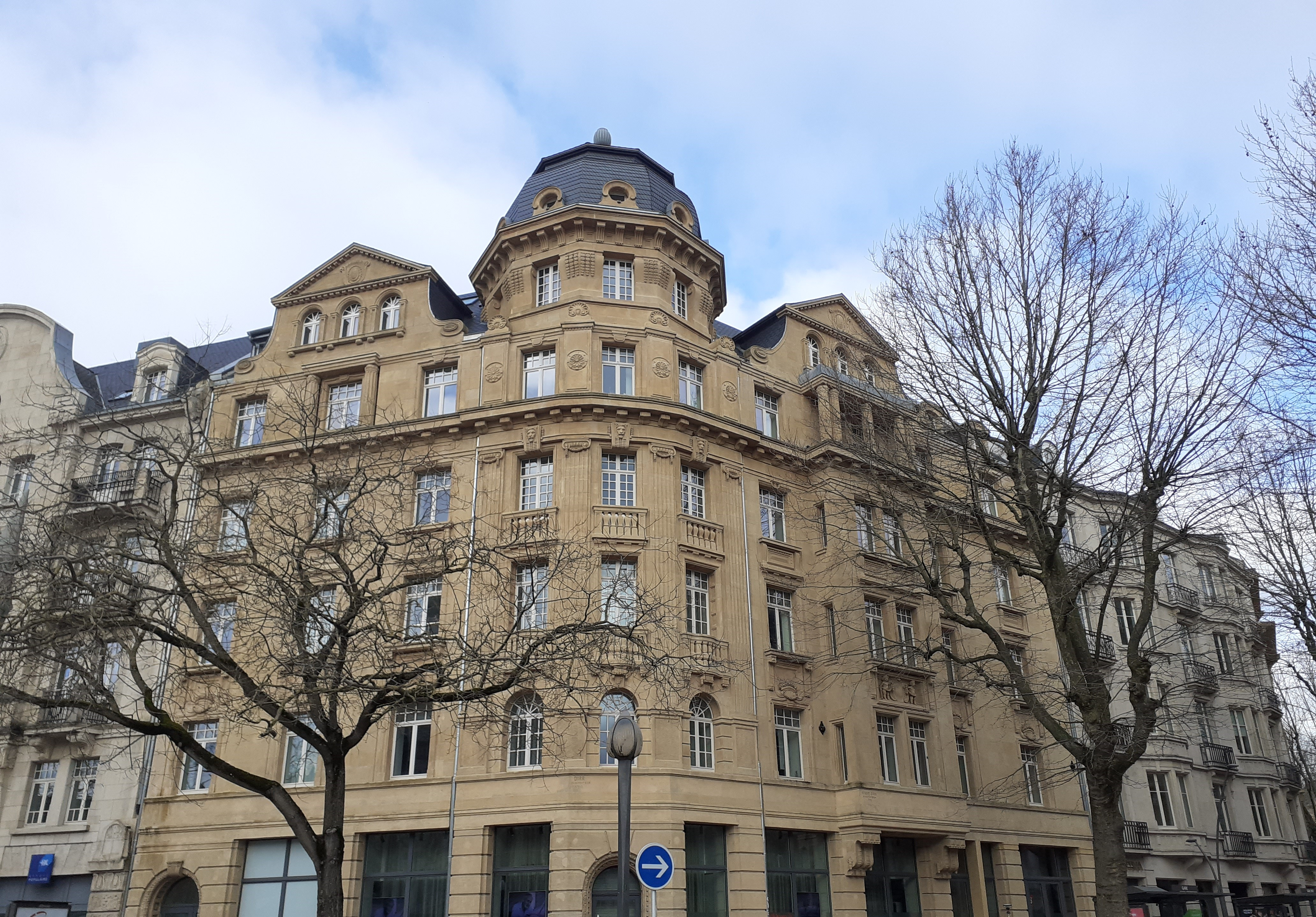
Hôtel Métropole (actuelle Banque populaire) au 5 place du Général de Gaulle, 1912, situé en face de la monumentale gare ferroviaire.

- Seidenpalast ou palais de la Soie, 24 rue du Palais, 1913-1914 Angle du Seidenpalast ou palais de la soie, 24 rue du Palais, 1913-1914. La surcharge néo-baroque devait souligner l'opulence de ce grand magasin et de son propriétaire.

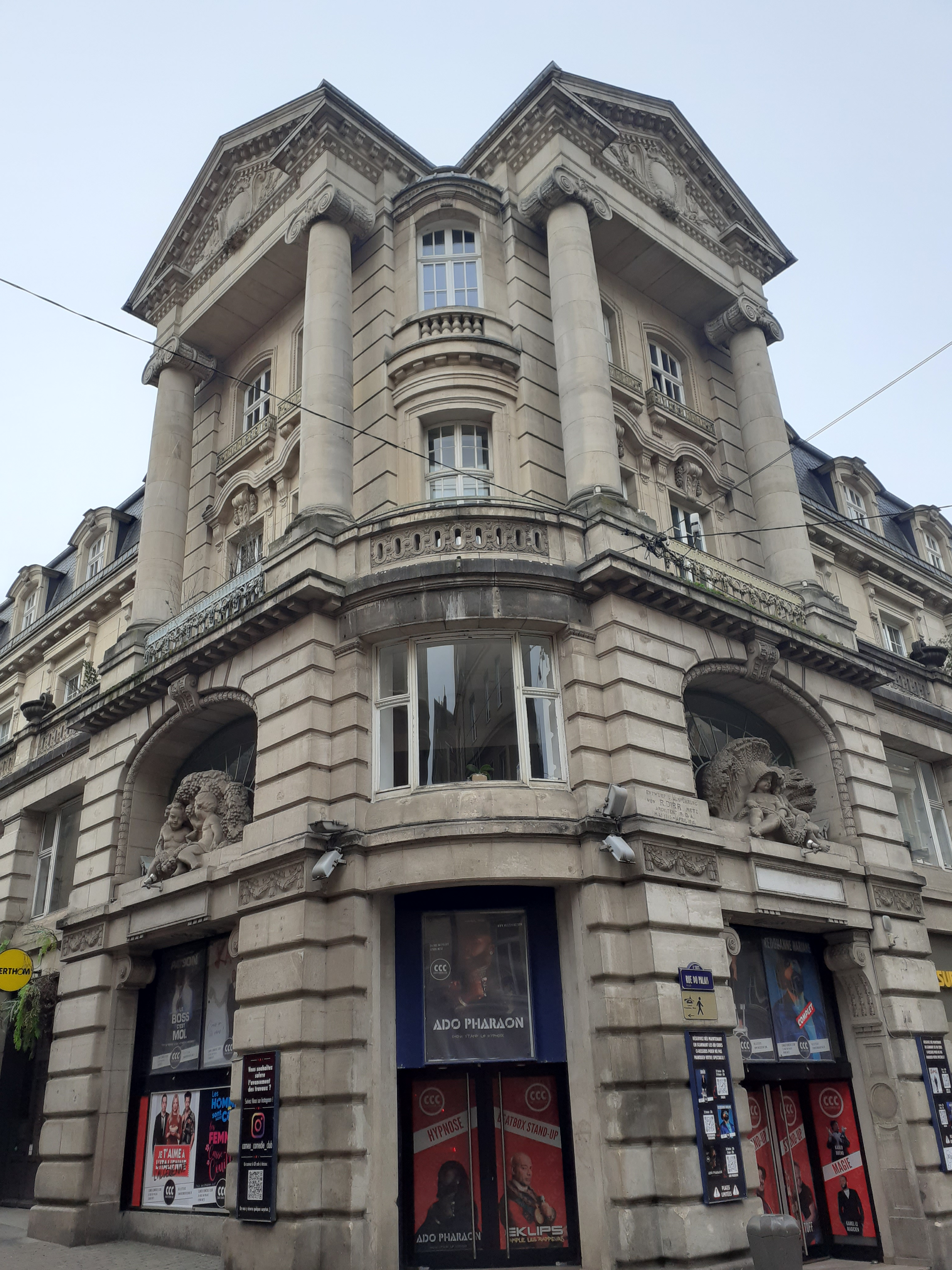
Angle du Seidenpalast ou palais de la soie, 24 rue du Palais, 1913-1914. La surcharge néo-baroque devait souligner l'opulence de ce grand magasin et de son propriétaire.

- Immeuble au 1 rue de SalisImmeuble au 1 rue de Salis. L'ornement a disparu de la façade, point d'aboutissement de la simplification décorative voulue par Dirr.

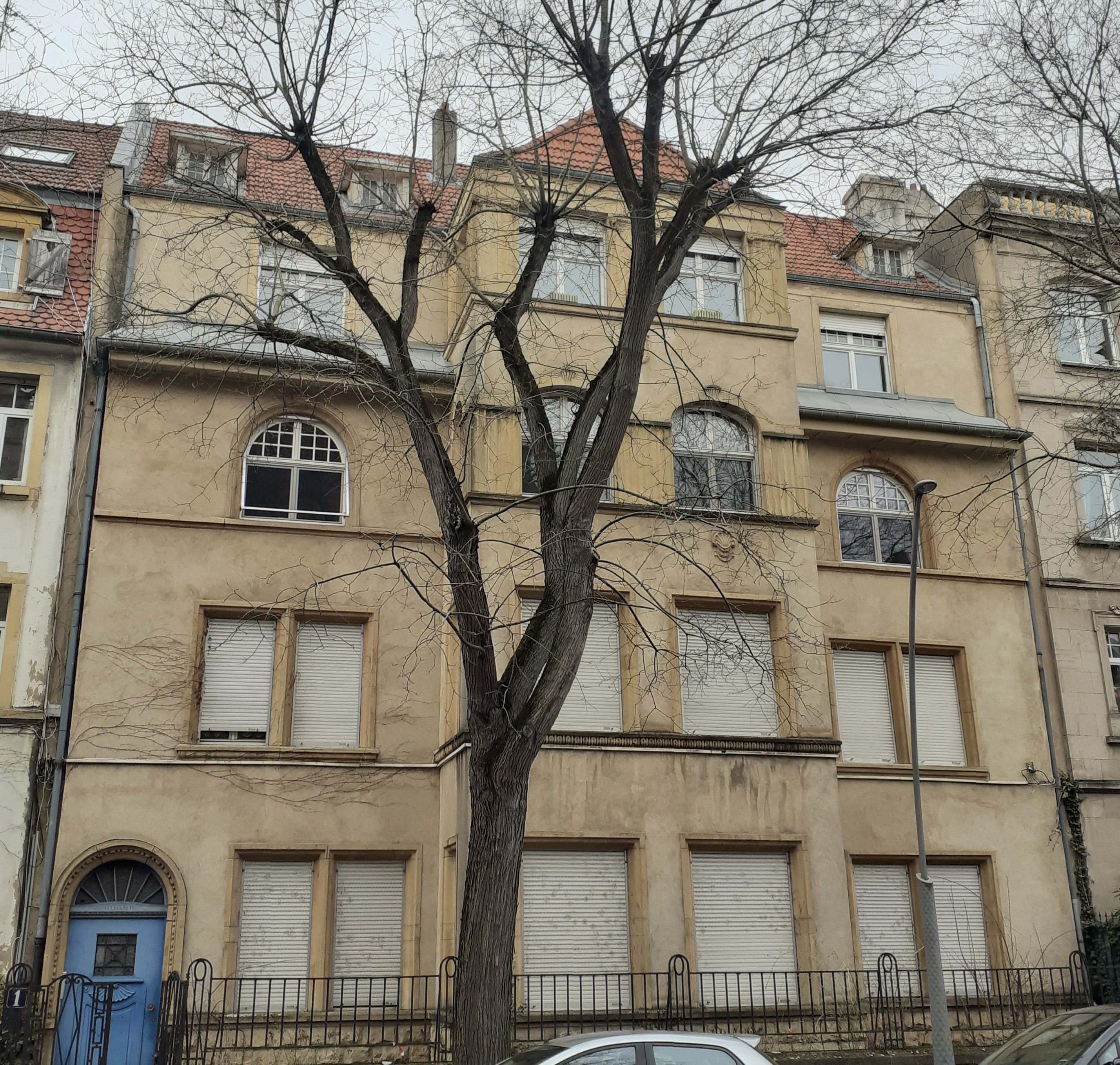
Immeuble au 1 rue de Salis. L'ornement a disparu de la façade, point d'aboutissement de la simplification décorative voulue par Dirr.

- Immeuble au 39 place Saint-Thiébault
- Immeuble au 19 boulevard Clemenceau
- Immeuble d’angle au 37 place Saint-Thiébault / 2 rue François de Curel Immeuble d’angle au 37 place Saint-Thiébault / 2 rue François de Curel. Sur cet immeuble, c'est l'influence de Darmstadt, grand centre Jugendstil allemand, qui est davantage perceptible.

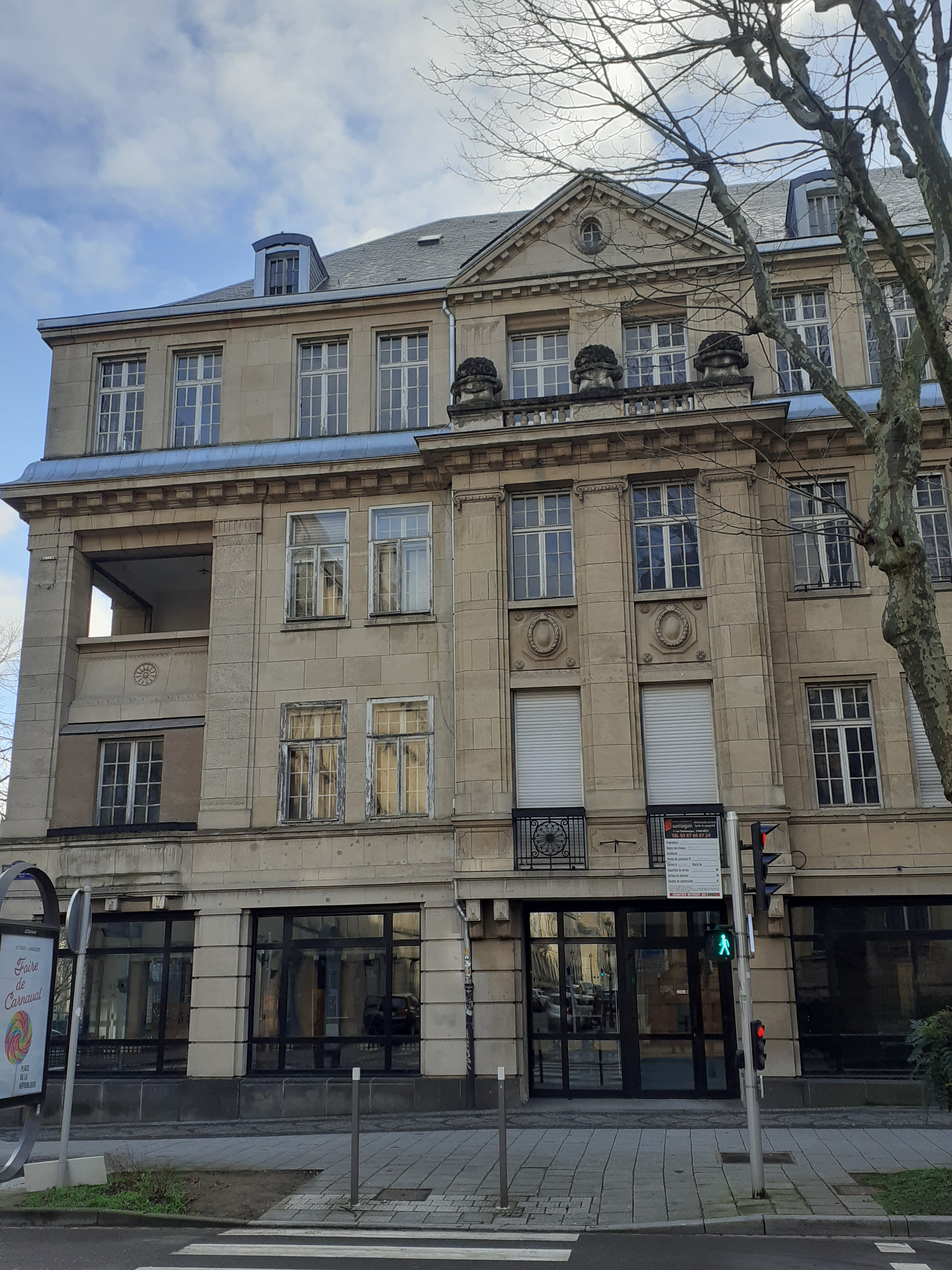
Immeuble d’angle au 37 place Saint-Thiébault / 2 rue François de Curel. Sur cet immeuble, c'est l'influence de Darmstadt, grand centre Jugendstil allemand, qui est davantage perceptible.

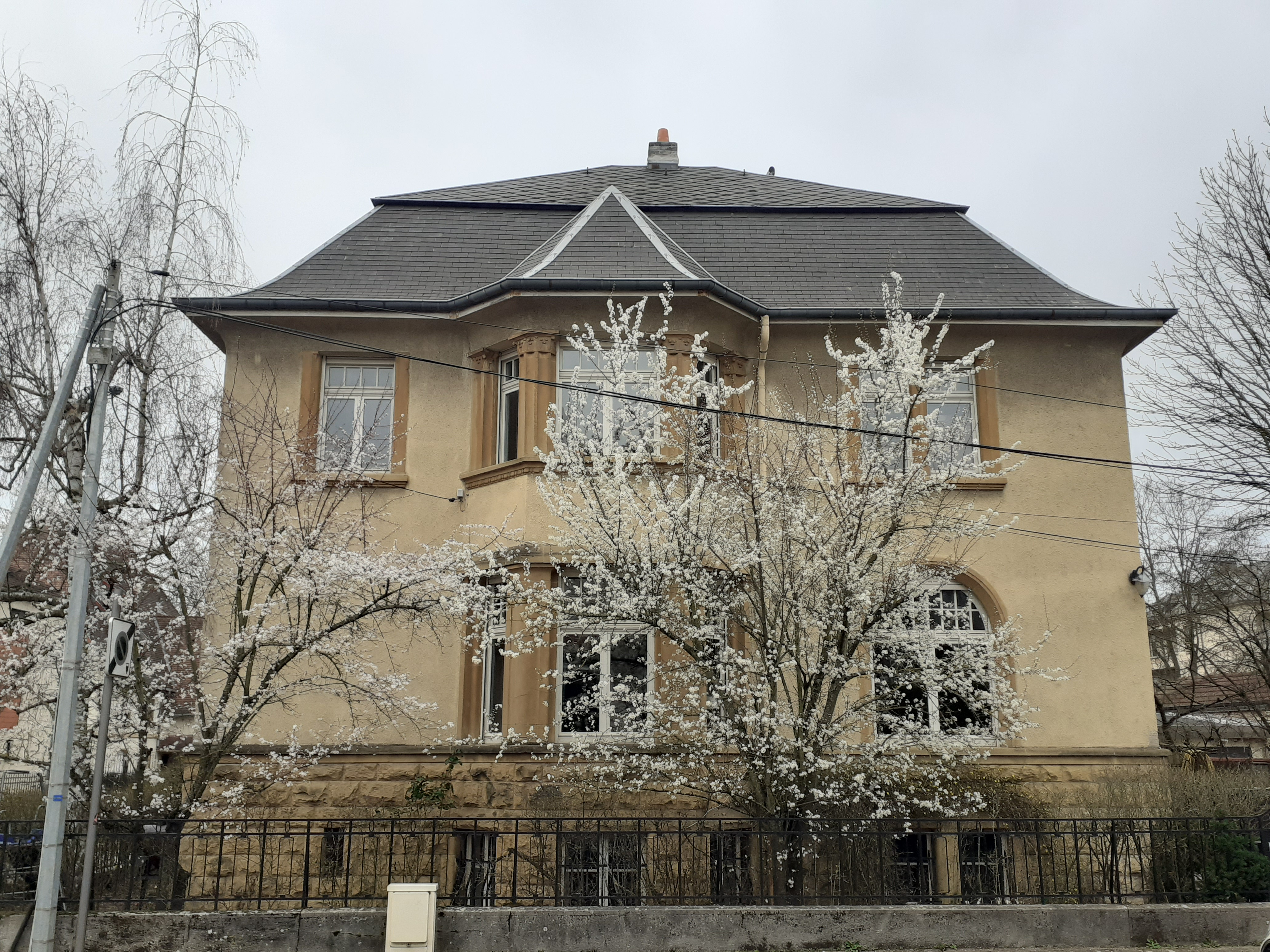
Villa au 19 rue Migette

- Villa au 19 rue Migette Villa au 19 rue Migette

## Vie familiale et difficultés professionnelles à l'après-guerre (1918-1944)
En pleine ascension professionnelle, Robert Dirr se maria le 1er mars 1910 avec Frieda Rothschild (1889-1978), de confession juive, à Jünkerath, (Daun, Rheinland-Pfalz, Allemagne), dont il était tombé amoureux en 1907. Le couple eut trois enfants : Miriam Caroline (né en 1913 à Metz), Argonna (né en 1915 dans la même ville) et Walter (né en 1923 à Mannheim).
L’après-guerre, avec le retour de l’Alsace-Moselle à la France, perturba fortement la carrière d’architecte de Dirr et alimenta les tensions au sein du couple. La famille s’installa à Mannheim, dans une Allemagne grevée par les lourdes réparations de guerre imposées par le traité de Versailles. La crise inflationniste de 1923 obligea Dirr à vendre leur nouvelle demeure, à cause des difficultés financières.
Avec l’arrivée au pouvoir des nazis en janvier 1933, le couple se sépara[1]. Pour échapper aux persécutions antisémites, Dirr fit installer ses proches comme catholiques au Luxembourg, où il finit par exercer comme architecte au numéro 2 de la Fliederstrasse (tout en gardant des liens professionnels avec l’Allemagne).
L’invasion puis l’annexion du Luxembourg en 1940 par le IIIe Reich mit un terme à cette fragile échappatoire. Frieda fut déportée et survécut, Walter fut incorporé dans la Wehrmacht et Robert retourna à Metz, de nouveau allemande. Il y mourut le 20 janvier 1944.
[1] Le divorce fut apparemment prononcé à Trèves le 3 avril 1940.